# Rinascimento a Cesena

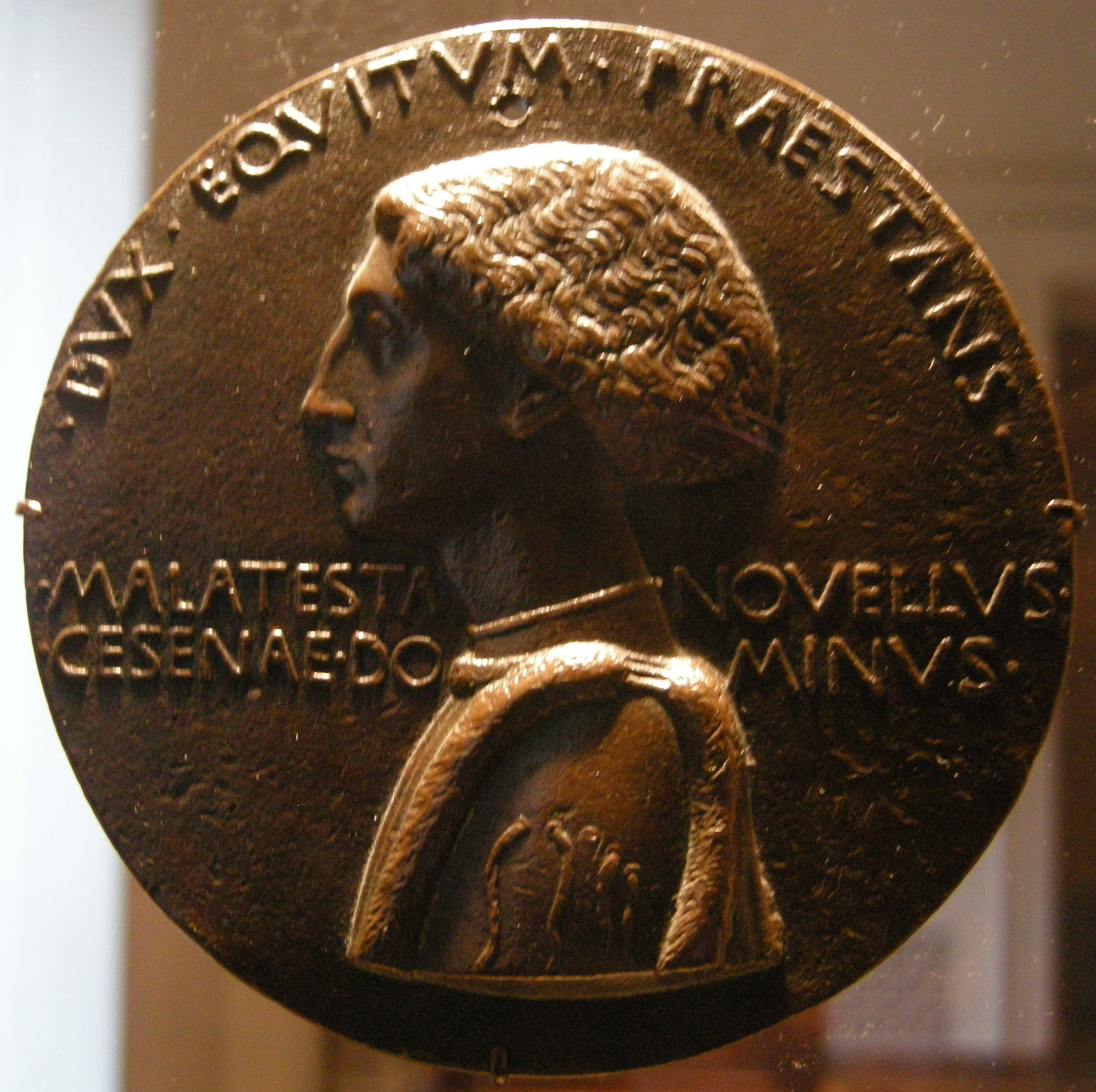
Medaglia di Novello Malatesta del Pisanello

Il Rinascimento a Cesena viene fatto coincidere con la signoria cesenate dei Malatesta: dal 1378, l'anno seguente il terribile Sacco dei Brettoni, fino al 1465, morte di Malatesta Novello; per poi continuare brevemente durante il regno di Cesare Borgia.

## Contesto storico e culturale

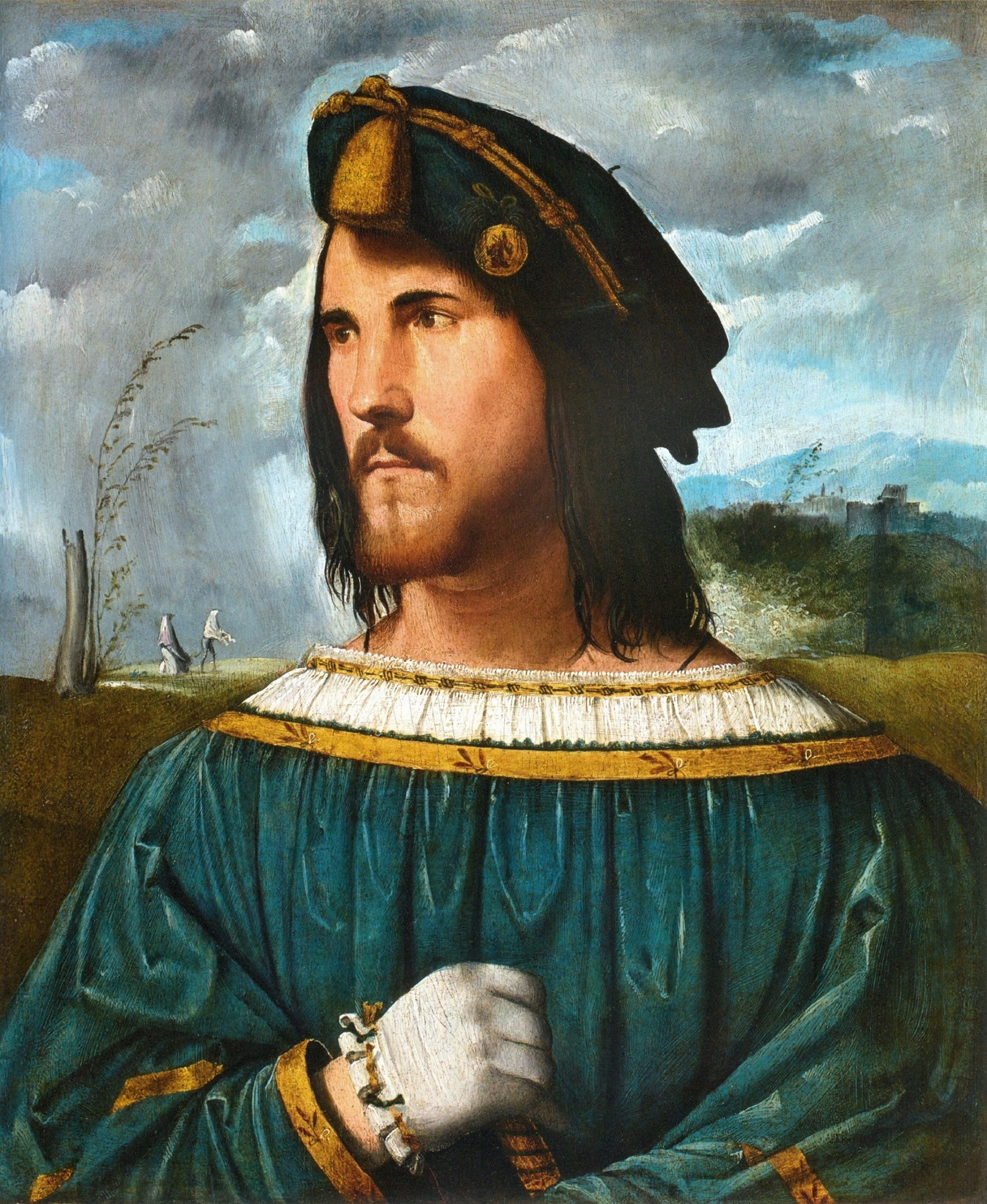
Cesare Borgia

Nel febbraio del 1377 Cesena viene coinvolta suo malgrado nella guerra promossa dalla Repubblica di Firenze contro lo Stato Pontificio (la cosiddetta "Guerra degli Otto Santi", 1375-1378). Il cardinale Roberto di Ginevra, futuro antipapa Clemente VII, scatena un violento massacro in città, per impedire che Cesena passi dalla parte dei fiorentini. La strage viene eseguita dalle milizie mercenarie bretoni (fedeli a papa Gregorio XI), guidate dal condottiero inglese Giovanni Acuto, che la radono al suolo.
I cronisti del tempo riferiscono di 4.000 morti e di altrettanti deportati tra la popolazione civile. Roberto di Ginevra è soprannominato nelle cronache locali "Boia di Cesena".
L'evento segna una netta cesura col passato: la storia di Cesena si divide ora tra "prima" e "dopo" il sacco dei Bretoni.
L'anno consecutivo al tremendo Sacco dei Bretoni, il nuovo papa Urbano VI assegna infine quello che rimane della città al signore di Rimini Galeotto I Malatesta, in vicariato: ha inizio per Cesena la signoria dei Malatesta, quello che sarà il momento di maggior splendore nella storia cesenate. A Galeotto (cui si deve l'inizio dei lavori alla nuova rocca e alla nuova cattedrale) succede nel 1385 Andrea Malatesta, che spiana le pendici del Colle Garampo ottenendo la cosiddetta Piazza Inferiore (oggi del Popolo). È poi la volta di Carlo e, nel 1429, di Domenico Malatesta Novello. Appassionato bibliofilo, fine mecenate, costretto a rinunciare presto alla vita militare (prima fonte di ricchezza per la famiglia), dona alla città la splendida Biblioteca Malatestiana.
Alla morte di Novello (1465), Cesena torna sotto il dominio pontificio, ma già nel 1500 la Romagna conosce un nuovo padrone: è Cesare Borgia, detto "il Valentino" (celebrato da Niccolò Machiavelli nel suo Il Principe) che costituisce un piccolo ma potente ducato. La città, elevata al rango di capitale (Ravenna infatti è un possedimento veneziano), viene visitata da Leonardo da Vinci che fa rilievi alla rocca e fornisce il progetto per il porto di Cesenatico. Caduto l'effimero ducato, Cesena torna definitivamente alla Chiesa e a una dimensione locale dominata economicamente dall'agricoltura.

## Architettura, urbanistica, scultura
Dopo il terribile Sacco dei Bretoni dell'inverno del 1377, Cesena conobbe sotto il governo malatestiano un momento di grande fioritura politica, economica e culturale in particolare sotto la signoria di Malatesta Novello.
A partire dal 1447 si assiste a una sorta di renovatio urbis e vengono avviati significativi interventi urbanistici come l'erezione di opere difensive ma anche quella di edifici monumentali quali l'Ospedale del Santissimo Crocifisso e la Chiesa di Santa Caterina, o la Chiesa e il Convento dell'Osservanza, oggi scomparsi o vistosamente trasformati. Invece, sicuramente, la più importante testimonianza di architettura civile, ancora preservata, è la Biblioteca Malatestiana (una delle migliori d'Italia, secondo il celebre umanista Flavio Biondo) ricavata all'interno del convento dei frati francescani.

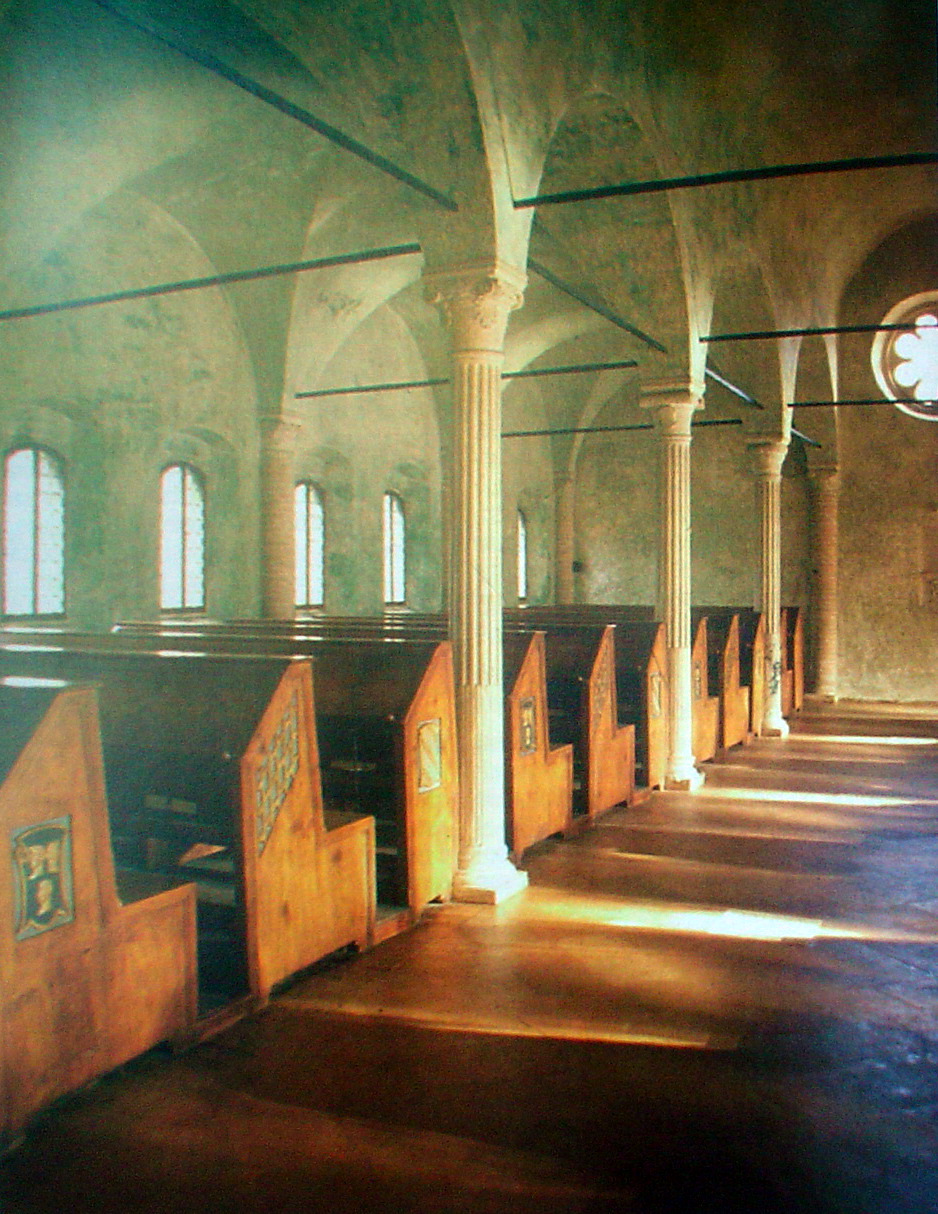
Interno della Biblioteca Malatestiana

### Biblioteca Malatestiana
Sostanzialmente è rimasta intatta la Biblioteca Malatestiana, un'opera straordinaria simile al Tempio Malatestiano di Rimini. Come per quest'ultimo, anche per Cesena è stato individuato l'influsso del magistero di Leon Battista Alberti, che si intuisce nell'armonia delle proporzioni dell'aula. La qualità della luce, al tempo stesso, può evocare i capolavori di Piero della Francesca, la cui presenza in città è stata più volte ipotizzata. L'autore conclamato è comunque Matteo Nuti da Fano, ricordato nell'iscrizione del 1452, al cui fianco lavorarono Cristoforo da San Giovanni in Persiceto, che firma la bellissima porta d'ingresso (15 agosto 1454), e lo scultore Agostino di Duccio.
Presso la Biblioteca è collocato il bassorilievo raffigurante San Giorgio che uccide il drago, affiancato da due stemmi e da un'iscrizione in caratteri gotici che ricorda la presa di Porta Vercellina di Milano da parte di Andrea Malatesta. Opera variamente attribuita (a Ottaviano di Duccio, a Jacopo della Quercia, a Nanni di Bartolo e, più recentemente, a uno scultore veneto), faceva parte del complesso di sculture che in origine ornavano la facciata meridionale della Torre del distrutto Castello di San Giorgio, non lontano dalla città, altra importanza testimonianza del fervore artistico agli inizi del XV secolo.

### Cattedrale di San Giovanni Battista
La chiesa tra il 1443 e il 1456 fu dotata di un campanile su progetto del maestro Maso di Pietro della Val Lugano e per volontà del Vescovo Antonio Malatesta da Fossombrone; quest'ultimo fu una figura centrale nello sviluppo della cattedrale e il suo aspetto generale odierno si deve alle sue sistemazioni.
Alla sua morte, lo scultore fiorentino Ottaviano di Antonio di Duccio scolpì la sua arcata sepolcrale e dette inizio a un periodo prospero per l'arte della chiesa, che vide impegnati scultori celebri come i fratelli veneziani Lorenzo e Giovanni Battista Bregno che, dal 1494 al 1505, sotto l'arco, ingentilito dai fregi delle colonne scolpirono una pregevole opera rinascimentale: l'Altare del Corpus Domini, raffigurante il Cristo, San Giovanni Battista, San Giovani Evangelista, l'Arcangelo Gabriele, l'arcidiacono Carlo Verardi (il committente dell'opera) e il nipote Camillo (un cavaliere pontificio).
A cavallo tra XV e XVI secolo fu poi completata la parte superiore della facciata, su progetto di Mario Codussi. A fine XVI secolo|'500 il vescovo Gualandini rivide la struttura globale della Cattedrale e dedicò il piccolo dipinto di Bartolomeo Ramenghi detto il Bagnacavallo alla Madonna del Popolo.